# Město kostí
Město kostí je v pořadí dvanáctý román amerického spisovatele detektivních knih Michaela Connellyho a také osmým ze série knih s Harrym Boschem v hlavní roli.

## Děj knihy
Na Nový rok v Laurel Canyonu kousek od Los Angeles vyhrabe pes nějakou kost. Majitel psa, který je doktor, zjistí, že tato kost je lidská a zavolá proto policii. Hieronymus „Harry“ Bosch dostává tento případ na starost společně se svým parťákem Jerrym Edgarem a krátce po začátku vyšetřování je nalezen mělký hrob obsahující kosti dítěte. Bosch, jemuž případ oživuje vzpomínky na dětství a nedá mu tak spát, zahajuje důkladné vyšetřování. Jediným vodítkem, které má v ruce, je skateboard, nalezený při domovní prohlídce jediného podezřelého. Jak se později ukáže tělo patří dvanáctiletému klukovi a bylo do země zakopáno před 20 lety. Aby vraždu vyřešil, musí se Bosch prohrabávat spoustou případů zmizení a útěků, které jsou staré mnoho let. Při pokusech o vyřešení tohoto zločinu musí Bosch pronásledovat svědky a podezřelé z blízkého i dalekého okolí. Po dvaceti letech od klukova zmizení už spousta detailů vybledla nebo byla zapomenuta a Bosch se tak často ocitá v temnotě. Ve stejnou dobu se k policejnímu oddělení přidává nováček jménem Julia Brascherová. A i když je Bosch varován, aby si s ní nic nezačínal, naváže s ní intimní vztah, což s sebou nese další komplikace v rámci vyšetřování i mimo něj.